# Pariser Markthallen

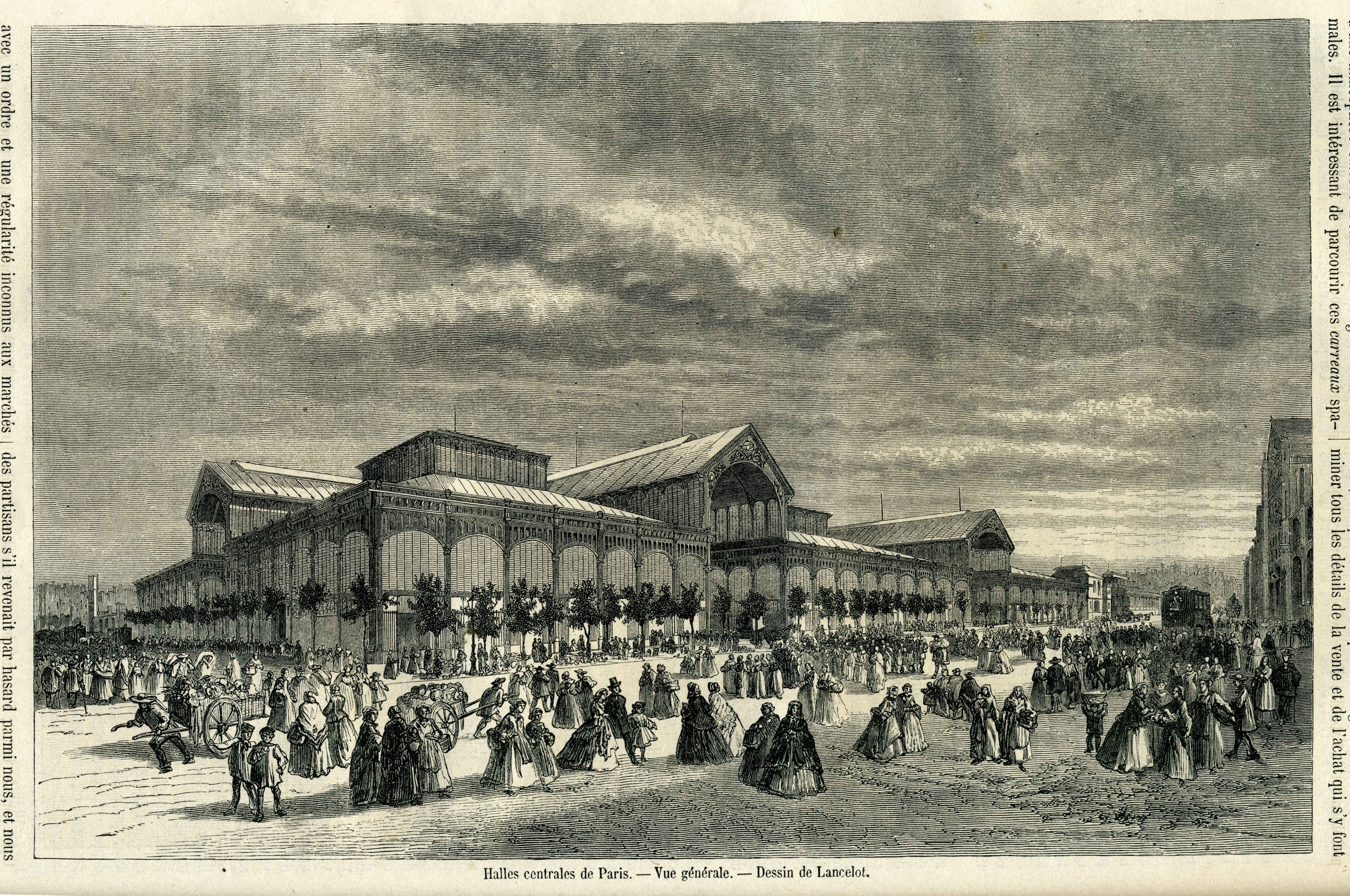
Halles centrales de Paris. – Vue générale. — Dessin de (Dieudonné) Lancelot, abgedruckt im Magasin Pittoresque, Band 30, Januar 1862, S. 28

Pariser Markthallen (französisch Les Halles de Paris) war der Name für die Halles centrales, einen Großhandelsmarkt für frische Lebensmittel, der sich im Herzen von Paris, im 1. Arrondissement, befand und dem umliegenden Viertel seinen Namen gab. Auf dem Höhepunkt seiner Aktivität zogen die Händler mit ihren Ständen aus Platzmangel sogar in die angrenzenden Straßen.
Sie bilden die Hauptkulisse für den Roman Der Bauch von Paris von Émile Zola.
An der Stelle des riesigen Marktes, der bis Anfang der 1970er Jahre existierte, befinden sich heute eine Grünfläche (der Jardin Nelson Mandela, früher Jardin des Halles), ein unterirdisches Einkaufszentrum (Forum des Halles) und zahlreiche Bereiche für Freizeitaktivitäten (Schwimmbad, Kino) und kulturelle Aktivitäten (Konservatorium, Bibliothek, Kulturzentrum). Der Bahnhof Châtelet - Les Halles, der sich unter dem Komplex befindet, ist der größte unterirdische Bahnhof der Welt und ermöglicht den Zugang aus dem gesamten Pariser Raum.

## „Halles centrales“
Der Hauptmarkt von Paris hat mehrmals seinen Standort gewechselt, um mit der demografischen Entwicklung und dem schnellen Wachstum der Stadt Schritt zu halten. Der erste Markt befand sich auf der Île de la Cité, dann siedelte er sich bis zum Beginn des 12. Jahrhunderts auf der anderen Seite der Seine an, im Freien und auf Lehmboden, an der Place de Grève – die heutige Place de l’Hôtel de Ville – Esplanade de la Libération.
Um 1110 beschloss Ludwig VI. eine erneute Verlegung auf freies Feld, an den Ort ehemaliger Sümpfe. Diese waren trockengelegt und in Felder umgewandelt worden. Daher stammt der Name Campelli oder Champeaux, den man heute in der Rue des Petits-Champs wiederfindet. Mehr als acht Jahrhunderte lang blieb der Markt an diesem Ort, jetzt in Hallen, wobei diese ständig umgebaut wurden, um sich den wachsenden Bedürfnissen der Hauptstadt anzupassen.

## Geschichte

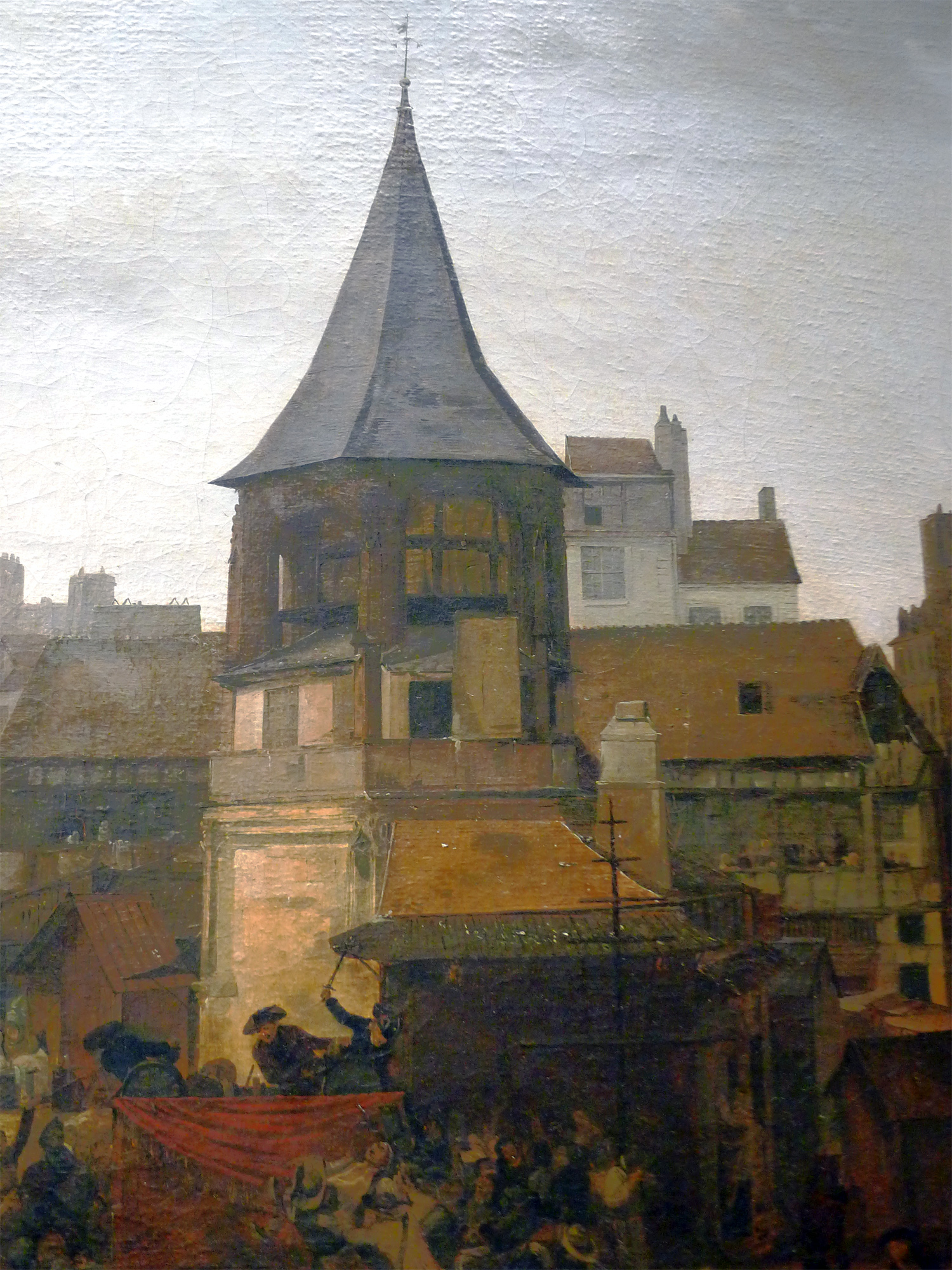
Der Pranger von Les Halles im Jahr 1782

### Pranger von Les Halles
Der Pranger (Pilori) des Königs in Les Halles war der einzige in Paris, da die Herren der Hochgerichte nur Anspruch auf einen Gerichtsplatz hatten. Der vorige Pranger, der an einer Kreuzung in der Nähe der Place de Grève aufgestellt worden war, war unter der Herrschaft von Ludwigx IX. nach Les Halles verlegt worden.
Er befand sich an der nordöstlichen Ecke des Fischmarkts, in der Nähe eines Brunnens und eines Kreuzes. Als er in Ruinen fiel, wurde er 1502 wiederhergestellt, 1516 von den Parisern niedergebrannt und 1542 neu gebaut.
Der Pranger in den Hallen war ein Turm mit einem bewohnbaren Erdgeschoss und einem sechseckigen Obergeschoss auf einem beweglichen Eisenrad, mit Platz für sechs Verurteilte. Die Wände waren mit Löchern versehen, durch die der Verurteilte seinen Kopf und seine Hände steckte. Diese Strafe der schmählichen öffentlichen Zurschaustellung an einem besonders belebten Ort wurde gegen Händler verhängt, die mit falschen Gewichten gehandelt hatten, gegen Bankräuber, falsche Zeugen, Zuhälter und Gotteslästerer, denen beim fünften Rückfall die Zunge herausgeschnitten wurde. Er wurde 1789 abgeschafft.

### Bis zum Ende des 17. Jahrhunderts

Paris um 1300/1330, mit den Hallen mittig in der oberen Hälfte

- 1137: Ludwig VI. ordnete die Verlegung der beiden Märkte (der Marché Palu auf der Île de la Cité und der Zentralmarkt auf der Place de Grève, die angesichts des Wachstums der Stadt nicht mehr ausreichten) nach Les Champeaux an, einem ehemaligen Sumpfgebiet außerhalb der Stadtmauern, und ließ dort eine große Markthalle an der strategischen Kreuzung von drei wichtigen Straßen, der Rue Saint-Denis, der Rue Montmartre und der Rue Saint-Honoré, errichten.[2] Ende 1137 befreite der König Ludwig VII. Adelente Gente von allen Abgaben auf ein Haus und einen Ofen, die sie auf dem neuen Markt von Champeaux hatte errichten lassen, der den Namen Fief de la Rapée erhielt und bis zur Revolution bestehen blieb.
- 1181–1183: Philipp II. kaufte 1183[3] oder 1181[4] den Jahrmarkt Saint-Ladre oder Saint-Lazare, der sich in den nördlichen Vororten der Stadt befand und von der Leprakolonie im Enclos Saint-Lazare abhängig war, und verlegte ihn an die Stelle der späteren Hallen. Dieser Kauf ermöglichte es ihm, das Aquädukt, das Wasser aus den Quellen von Le Pré-Saint-Gervais zum Priorat Saint-Lazare brachte, bis zu den Hallen zu verlängern, wo der erste öffentliche Brunnen von Paris errichtet wurde.[5] Zur Entwässerung des neuen Marktes wurden 1183 zwei überdachte Gebäude errichtet. Zudem regelte der König selbst den Handel mit den wichtigsten Lebensmitteln: Fleisch, Brot und Wein. Einige Jahre später erwarb er von Adam, dem Archidiakon von Paris und später Bischof von Thérouanne, die Grundstücke des Fief de Thérouanne, indem er dem Bistum Paris eine Gebühr zahlte. Es handelte sich jetzt um einen Markt, auf dem auf speziellen Plätzen Lebensmittel, Textilien, Schuhe und Kurzwaren (Mercerie) verkauft wurden. Die Händler ließen sich in besonderen Unterständen in der Nähe der Häuser nieder, in denen sich die festen Geschäfte der Hersteller befanden. So kam es, dass die Rue de la Grande Friperie ihren Namen von der Altkleidergeschäften (Friperie) erhielt. Nach und nach ließen sich weitere Händler um die Händler herum nieder, die bereits ihren Platz hier hatten.

- Angesichts des zunehmenden Handels ließ Philipp II. die ersten Markthallen für Tuchhändler und Weber bauen, doch der Markt wuchs weiter, so dass 1269 Ludwig IX. drei neue Markthallen bauen ließ (der Ort wurde im Mittelalter weiterhin meist la Halle genannt, in Anlehnung an die Markthalle von 1137): Zwei Märkte wurden den Tuchhändlern zugewiesen, der dritte den Kurzwarenhändlern und den Rauchwarenzurichtern (Corroyeurs).
- Ab dem 16. Jahrhundert wurde über eine Neuorganisation und die Verbreiterung der Wege nachgedacht. Der Fischgroßhandel in den Pariser Markthallen wurde nicht freihändig zwischen Verkäufern und Käufern abgewickelt, sondern über Versteigerungen und durch öffentliche Beamte.[6]
- 1543: Mit einem Edikt beschloss Franz I. den 29 Jahre dauernden Wiederaufbau der Markthallen, und ging dabei so vor, dass Paris und die Staatskasse davon profitierten. In einem Edikt vom 20. September befahl er die „Versteigerung der leeren Plätze der Markthallen“ und kündigte damit an, dass die er auf das Recht zum Rückkauf dieser Plätze verzichten würde. Im Gegenzug mussten die Käufer innerhalb einer bestimmten Frist bestehende Gebäude abreißen und „bequeme Häuser und Herrenhäuser“ wieder aufbauen. Bis 1572 wurden Häuser gebaut, die im Erdgeschoss meist überdachte Kolonnaden oder Galerien hatten, die als Piliers des Halles bekannt wurden und erst mit dem Bau der Baltard-Pavillons verschwanden. In der Mitte dieser Arkadengalerien befand sich der Carreau, der Markt für Brot, Butter, Käse und Eier.

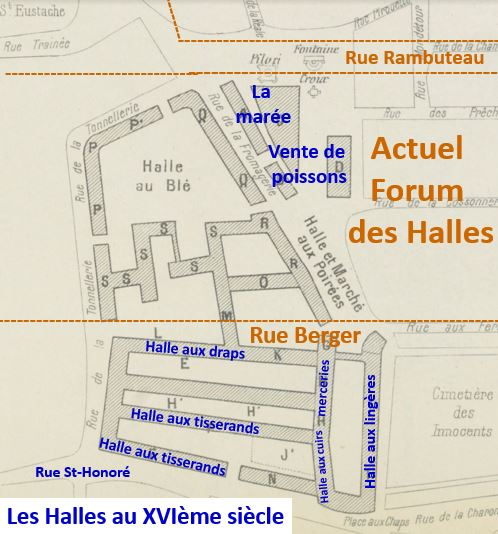
Die Hallen im 16. Jahrhundert
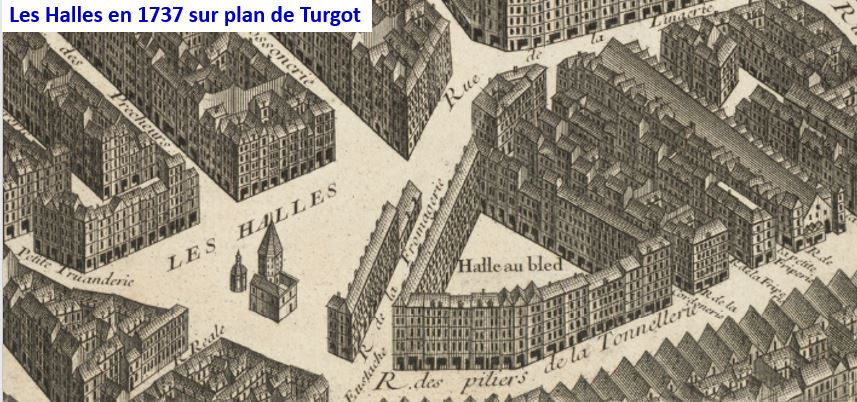
Die Hallen auf dem Plan von Turgot (1737)
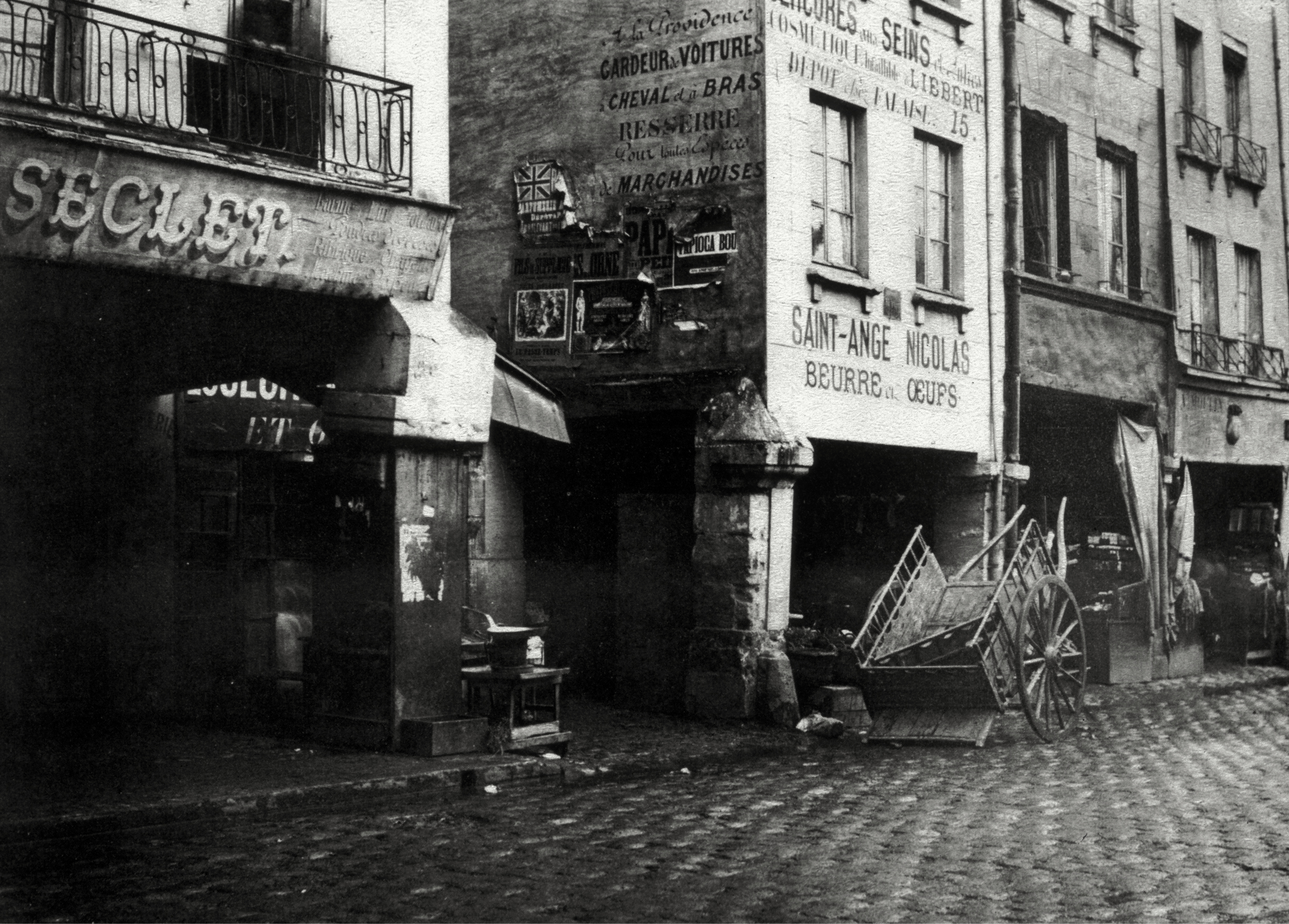
Piliers des Halles, Rue de la Tonnellerie, im Jahr 1851 und damit kurz vor ihrem Abriss

## Ausweitung der Märkte, vom Ende des 18. Jahrhunderts bis in die 1820er Jahre
Die Markthallen blieben bis in die zweite Hälfte des 18. Jahrhunderts an ihrem mittelalterlichen Standort auf einer begrenzten Fläche, die beim Umbau im 16. Jahrhundert nur geringfügig vergrößert worden war und nicht mehr mit dem Bevölkerungswachstum Schritt hielt. Außerdem wurden die meisten Waren im Freien auf Flächen ausgestellt, auf denen sich der Müll ansammelte, mit Ausnahme einiger Teile, die durch Hallen geschützt waren, darunter die Fischmarkthallen. In dieser Zeit änderte sich das Konzept der Stadtverwaltung, was zu Hygiene- und Sicherheitsmaßnahmen wie der Verlegung der städtischen Friedhöfe an den Stadtrand und zur Verbesserung der Versorgungslage führte.
Die nach den Plänen von Nicolas Le Camus de Mézières errichtete Halle aux blés (Weizenhalle) wurde 1763 eröffnet. Die bisherige Weizenhalle wurde zur Fleischhalle, die ihrerseits 1818 auf den Marché des Prouvaires verlegt wurde. Ihre durch einen Brand zerstörte Kuppel wurde 1812 von François-Joseph Bélanger wieder aufgebaut.
Der Marché des Innocents, ein Blumen-, Obst- und Gemüsemarkt in der Nähe zwischen der Rue Saint-Denis, der Rue de la Lingerie, der Rue de la Ferronnerie und der Rue aux Fers (der heutigen Rue Berger), wurde am 24. Februar 1789 an der Stelle des ehemaligen Friedhofs Cimetière des Innocents eröffnet, wodurch sich die Fläche von Les Halles verdoppelte.
Napoleon I. regelte das Schlachten der Tiere durch die Einrichtung von fünf Schlachthöfen am Stadtrand und begann mit einer konsequenten Neuorganisation der Markthallen. Er plante 1811, eine zentrale Markthalle zwischen dem Marché des Innocents und der Halle aux blés errichten zu lassen.
Der Fall des Kaiserreichs im Jahr 1815 verzögerte die Weiterführung dieses Projekts, das jedoch mit der Schaffung des Marché des Prouvaires einen Anfang machte. Dieser Markt wurde 1818 auf einem Rechteck westlich des Standorts des Hallenbereichs der 1850er und 1860er Jahre eröffnet. Der Fleischmarkt, der sich am ursprünglichen Standort der Weizenhalle befand, wurde dorthin verlegt. An der Stelle dieser ehemaligen Fleischhalle wurde ein Kräutermarkt eingerichtet.
Eine Fischhalle wurde 1822 an der Stelle des alten Fischmarkts (La Marée) errichtet, eine Butter-, Eier- und Käsehalle 1823 in der Nähe. In den Jahren 1823 und 1824 wurde eine neue Halle gebaut.
Bis etwa 1840 erfolgte die Versorgung auf dem Wasserweg (Seine, Marne, Oise und Kanäle) und mit den Karren der Gemüse- und Butterproduzenten über eine maximale Entfernung von 100 bis 120 Kilometern, mit Ausnahme von Fisch, der in beschleunigten Konvois aus den Häfen des Ärmelkanals durch die enge Straßen der Stadt in die Markthallen gebracht wurde.

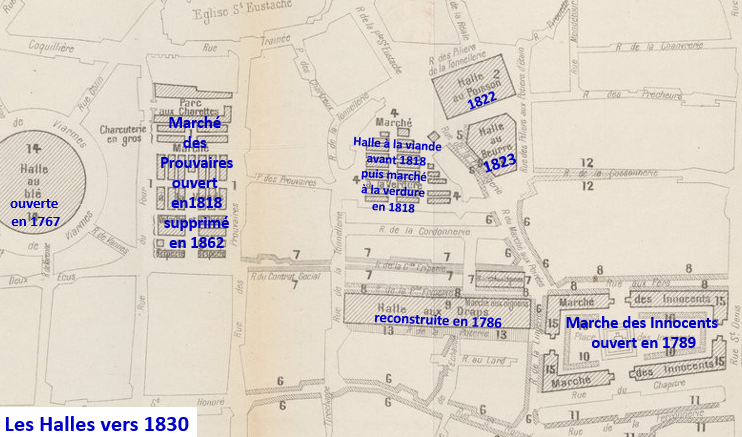
Les Halles um 1830
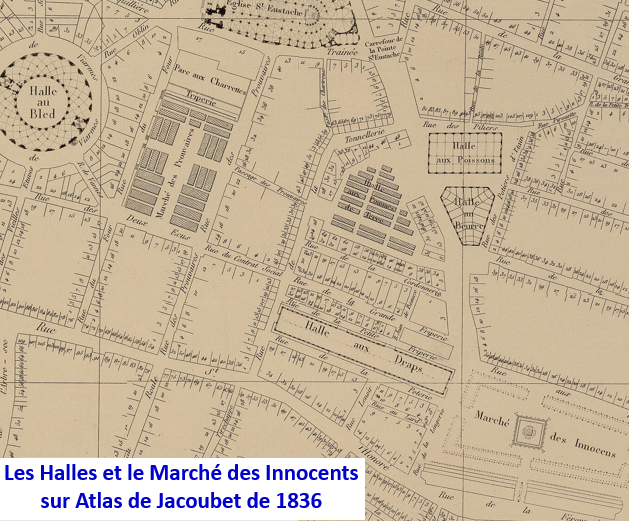
Quartier des Halles 1836

## Baltard-Pavillons
Da die Bevölkerung von Paris seit der letzten Erweiterung der Märkte im Jahr 1818 weiter gewachsen war, wurde eine Neugestaltung der Hallen notwendig. Daher gründete der Präfekt Rambuteau die Commission des Halles, die untersuchen sollte, ob die Halles an ihrem Standort bleiben oder verlegt werden sollten.
Zwischen 1841 und 1851 wurden mehrere Projekte vorgelegt, darunter das von Hector Horeau, der 1845 die Verlegung des Marktes auf eine rechteckige Fläche zwischen der Seine und dem Marché der Innocents vorschlug. Eine Verordnung vom 17. Januar 1847 legte den Umfang der zentralen Markthallen von Paris fest. Im Jahr 1848 wurde ein Architekturwettbewerb ausgeschrieben, den Victor Baltard zusammen mit Félix Callet gewann.
Zunächst sah das von der Verwaltung bestätigte Projekt einen Steinbau mit fast geschlossenen Räumen vor. Ein erster Steinpavillon wurde dann ab September 1851 gegenüber der Kirche Saint-Eustache errichtet. Aufgrund seines massiven Charakters erhielt er schnell den Spitznamen Fort de la Halle und wurde in den folgenden Jahren immer weiter ausgebaut.
In einem Dekret vom 10. März 1852, das von Louis Napoléon Bonaparte, dem Präsidenten der Republik, unterzeichnet wurde, wurden „der Umfang der zentralen Markthallen von Paris und die für den Durchbruch und die Verbreiterung verschiedener Straßen, die ihre Umgebung erleichtern sollen, notwendigen Ausrichtungen endgültig festgelegt“. Die sofortige Ausführung des Projekts wurde als gemeinnützig erklärt (Déclaration d’utilité publique). Zu diesem Zweck wurde der Präfekt des Departements Seine, der im Namen der Stadt Paris handelte, ermächtigt, „entweder gütlich oder, falls erforderlich, auf dem Wege der Enteignung gemäß dem Gesetz vom 3. Mai 1841 die Gebäude oder Gebäudeteile, deren Besetzung notwendig ist, zu erwerben“.
Nach einem Besuch am 12. Juni 1853 forderte Napoleon III. dann den Stopp der Bauarbeiten und die Einführung eines Bausystems aus Metall. Der Kaiser, der vom neu gebauten Gare de l’Est überzeugt war, soll zum Präfekten Haussmann gesagt haben: „Das sind riesige Regenschirme, die ich brauche, nichts weiter!“ Baltard, der bis dahin ein klassischer Architekt war, soll sich damals gegen diese Neuerung gesträubt haben. Napoleon III. wurde auch von seiner Frau, Kaiserin Eugenie, beeinflusst, die von dem brandneuen Crystal Palace, der in London gebaut wurde, begeistert war. Der Bau dieses ersten Pavillons wurde jedoch fertiggestellt und er blieb bis zu seinem Abriss im Jahr 1866 in Gebrauch.

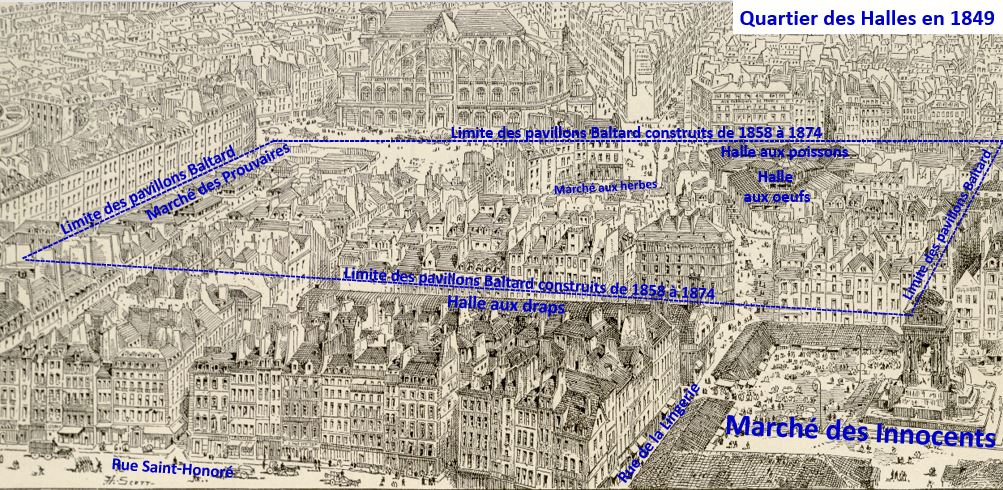
Das Quartier des Halles im Jahr 1849 mit Angabe der Flächen der von 1854 bis 1874 gebauten Baltard-Hallen
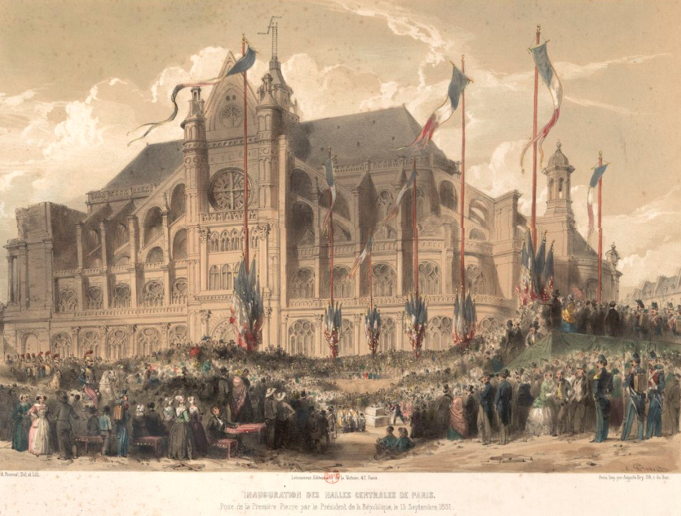
Grundsteinlegung des Pavillon des Halles durch den Président de la République (Louis-Napoléon Bonaparte) am 15. Septembre 1851
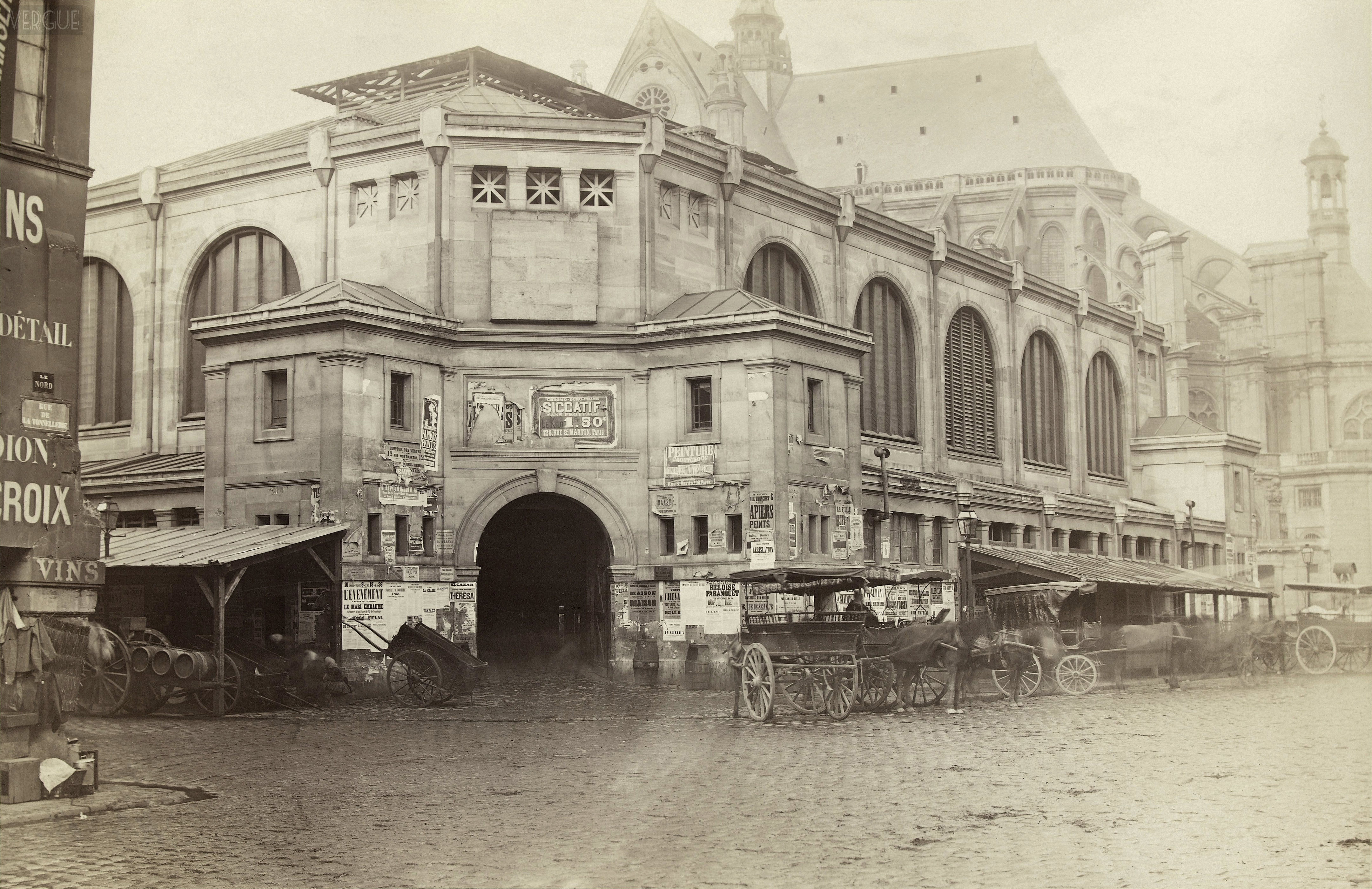
Erster Steinpavillon kurz vor seinem Abriss 1866

Nach vielen Versuchen und Zögern und der Vorlage von Alternativprojekten wie dem von Thorel präsentierte Victor Baltard 1854 sein endgültiges Projekt. Er plante, zwölf Pavillons mit Glaswänden und gusseisernen Säulen zu errichten. Die Pavillons sollten in zwei Gruppen zusammengefasst werden, die durch eine zentrale offene Straße am Kopfende der Kirche Saint-Eustache (entsprechend dem Verlauf der heutigen Allee André-Breton) voneinander getrennt waren, wobei die sechs Pavillons der beiden Gruppen jeweils durch überdachte Straßen miteinander verbunden waren. Ein kaiserliches Dekret vom 21. Juni 1854, änderte den Umfang der Hallen und die festgelegten Fluchtlinien und erklärte das Projekt für gemeinnützig.

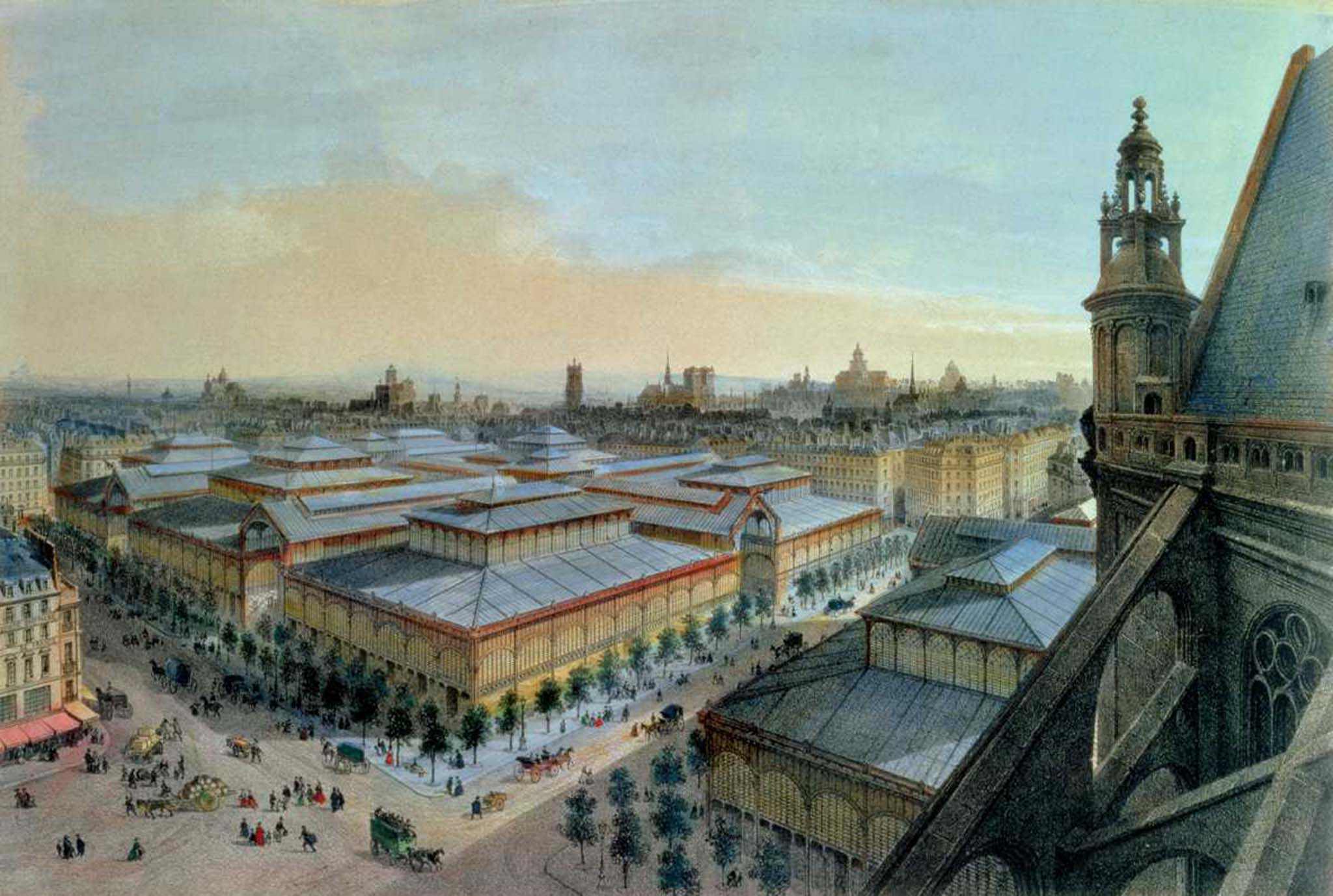
Die Hallen von Saint-Eustache aus gesehen, 1870

Die ersten Pavillons wurden 1857 eröffnet, die anderen 1858, 1860 und 1874. Der erste, 1853 errichtete Steinpavillon wurde 1866 abgerissen und 1869 nach dem Vorbild der anderen Pavillons wieder aufgebaut. Die zehn Pavillons hatten zusammen eine Fläche von 34.817 Quadratmeter und ersetzten die 8.860 Quadratmeter der früheren Versorgungsmärkte (Marché des Innocents, Marché des Prouvaires, Marché de la Verdure, Halle aux Œufs, Beurre et Fromage, Halle aux Poissons und Marché du Légat für Kartoffeln). Jeder Pavillon hat seine Spezialität: Nr. 3 für Fleisch, Nr. 9 für Fisch usw. Obst und Gemüse werden auf dem Carreau, in den überdachten Gängen und auf den umliegenden Straßen verkauft.
Die Gebäude auf dem Gebiet der Pavillons und in der Umgebung wurden enteignet und in der Umgebung wurden anstelle der abgerissenen Gebäude mehrere Straßen eröffnet: Rue du Louvre, Rue de Turbigo, Rue des Halles, Rue du Pont-Neuf, Rue Berger und die Verlängerung der Rue Pierre-Lescot bis zum Square des Innocents, der anstelle des Marché des Innocents eröffnet wurde.
So verschwanden der Carreau de la Halle, die Halle aux Fruits, die Halle aux Draps et Toiles, die Rue de la Tonnellerie, die Rue de la Fromagerie, die Rue du Marché-aux-Poirées die Rue de la Cordonnerie, die Rue de la Petite-Friperie, die Rue de la Grande-Friperie, die Rue Jean-de-Bauce, die Rue du Contrat-Social und die Place du Légat.

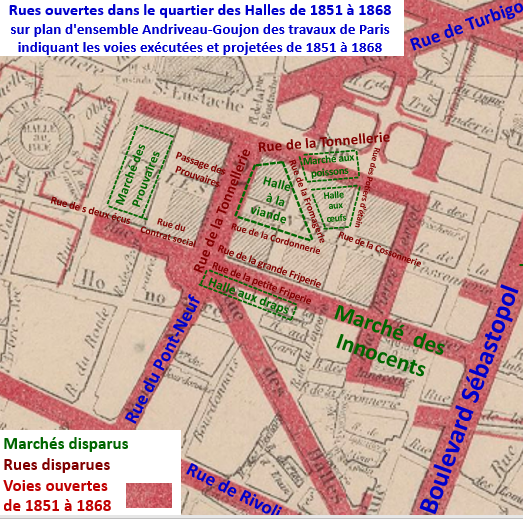
1851 bi 1868 neu gebaute Straßen im Quartier des Halles
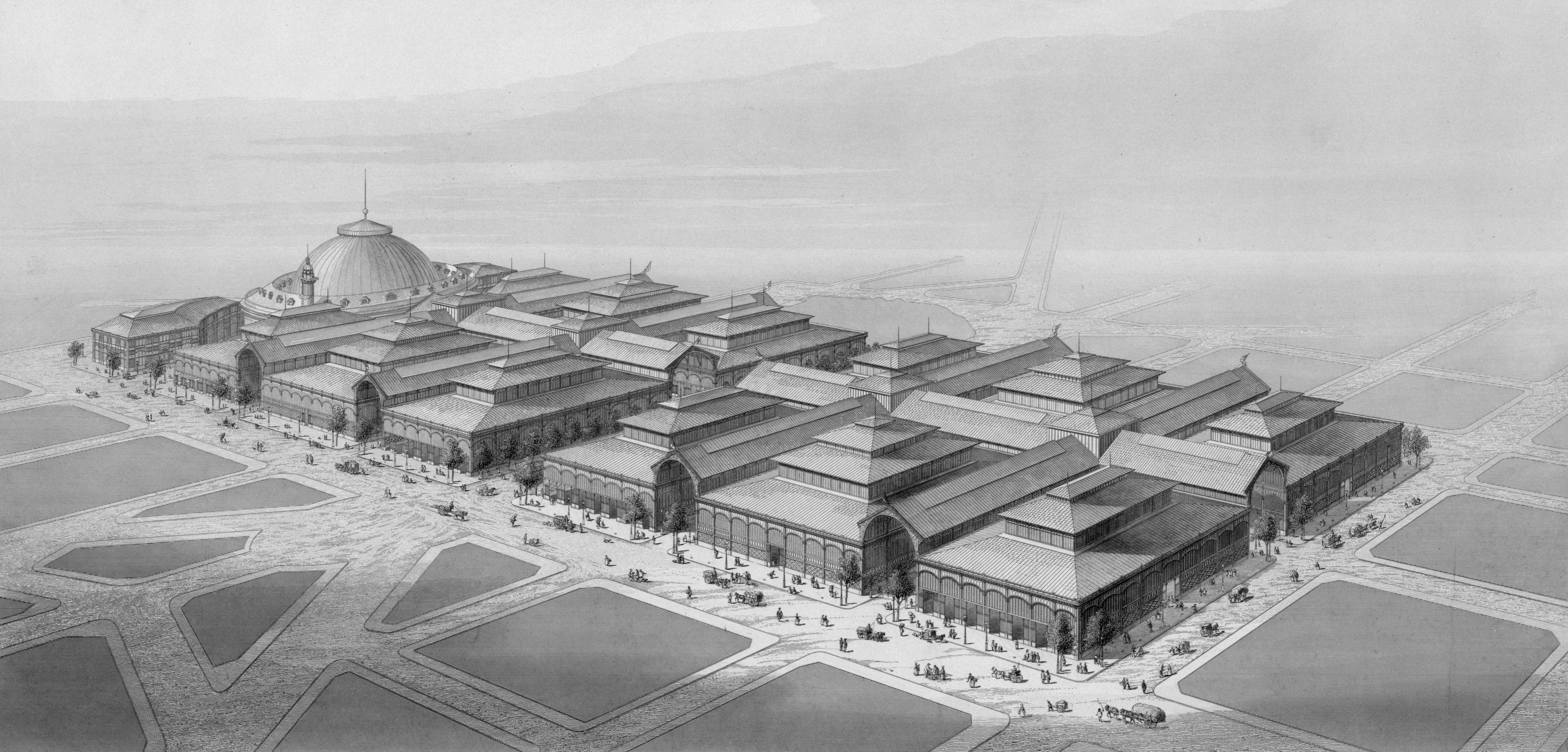
Zeichnung aus der Vogelperspektive der Halles centrales in Paris im Jahr 1863, entworfen von Victor Baltard
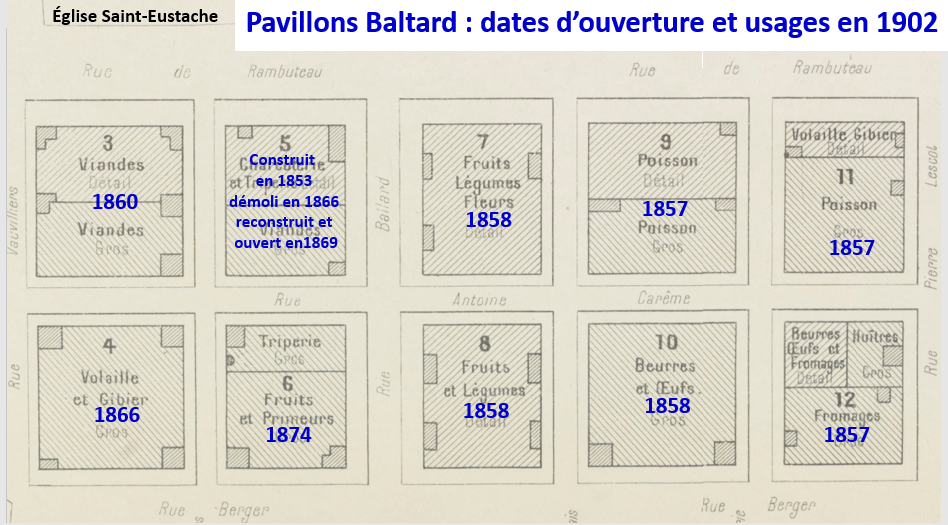
Die Baltard-Pavillons mit den Jahren der Öffnung

Ab den 1850er Jahren vergrößerte der Schienenverkehr den Versorgungsradius auf mehrere hundert Kilometer und die Zugangsbedingungen wurden durch den Durchbruch neuer Straßen, der Rue du Pont-Neuf, der Rue de Turbigo und der Rue des Halles, etwas verbessert. Dennoch blieben die Hallen abseits der Hauptverkehrsachsen, der großen Kreuzung der Rue de Rivoli und des Boulevard de Sébastopol. Außerdem waren die Hallen im Gegensatz zu den zur gleichen Zeit entstandenen Abattoirs de la Villette nicht mit der Eisenbahn verbunden, da ein 1854 geplantes Projekt für einen Bahnanschluss mit der Linie Petite Ceinture und über die Gare de l'Est nicht weiterverfolgt wurde.
Eine sekundäre Verbindung wurde von 1894 bis 1936 durch die Straßen- und Straßenbahnlinie Arpajonnais geschaffen, die nachts (von 1 Uhr bis 4 Uhr) die Produkte der Gemüseanbaubetriebe am südlichen Rand der Region (um das 37 km entfernte Arpajon) beförderte und auf dem Rückweg Schlamm abtransportierte, der als Dünger diente. Die auf dieser Nebenstrecke transportierte Menge erreichte 1927 24.440 Tonnen, was nur einen geringen Anteil an der Versorgung von des Hallen ausmachte. Der LKW-Verkehr führte 1936 zur Abschaffung der Arpajonnais und das Viertel wurde zunehmend überfüllt.
Die Verkäufe dehnen sich über die Pavillons hinaus in die umliegenden Straßen auf zugewiesene Flächen aus. Das steigende Volumen der Warentransaktionen führte dazu, dass um 1900 die noch bestehenden Einzelhandelsmärkte aufgelöst wurden und die zentralen Hallen ausschließlich dem Großhandel vorbehalten waren. Die Hallen wurden in den 1960er Jahren zu einem der größten und wichtigsten Einkaufszentren der Stadt.

## Abriss der Baltard-Pavillons
1950 schienen die Hallen über kurz oder lang zum Erstickungstod verurteilt zu sein. Der Handel war in einigen Bereichen rückläufig; neue Kreisläufe entstanden außerhalb der Hallen in der Nähe von Bahnhöfen oder an der Peripherie des Pariser Ballungsraums oder direkt von den Produktionsstätten aus. Als die Regierung 1953 beschloss, eine Kette von Märkten von nationalem Interesse zu schaffen, kam das Problem der Halles de Paris erneut auf die Tagesordnung.
Am 14. März 1960 wurde die Verlegung des Marktes nach Rungis und La Villette beschlossen.
1963 schlug der Präfekt von Paris die Erneuerung des rechten Ufers zwischen der Seine und dem Gare de l'Est vor. 670 Hektar und 150.000 Einwohner waren betroffen. Das Projekt wurde verschoben, aber der Stadtrat von Paris gründete eine Société d'études d'aménagement des Halles et secteurs limitrophes. 1968 wurden die ersten Planungsentwürfe vom Pariser Rat zurückgewiesen. Die Sanierungsfläche wurde von 32 auf 15 Hektar reduziert, eine unterirdische Erschließung wurde in Betracht gezogen.
Zwischen dem 27. Februar und dem 1. März 1969 wurde der Umzug des Marktes nach Rungis und La Villette durchgeführt. Diese Operation, die damals als „Umzug des Jahrhunderts“ galt, betraf 20.000 Personen, 1.000 Großhandelsunternehmen, 10.000 Kubikmeter Material, 5.000 Tonnen Waren und 1.500 Lkw. Der Umzug wurde von der Stadt Rungis organisiert. Am 3. und 4. März des folgenden Jahres öffnete der Markt von Rungis offiziell seine Pforten.
Bis zum Beginn der Abrissarbeiten, die zwei Jahre später stattfinden sollten, genehmigte der Pariser Präfekt Marcel Diebolt die Durchführung von kulturellen Veranstaltungen in den Pavillons.
Aus Angst vor einer Invasion von Ratten, die auf der Suche nach Nahrung waren, nachdem der Markt nun verschwunden war, schütteten 150 Techniker zehn Tonnen vergiftetes Futter in die verlassenen Gebäude und töteten damit etwa 20.000 Tiere.

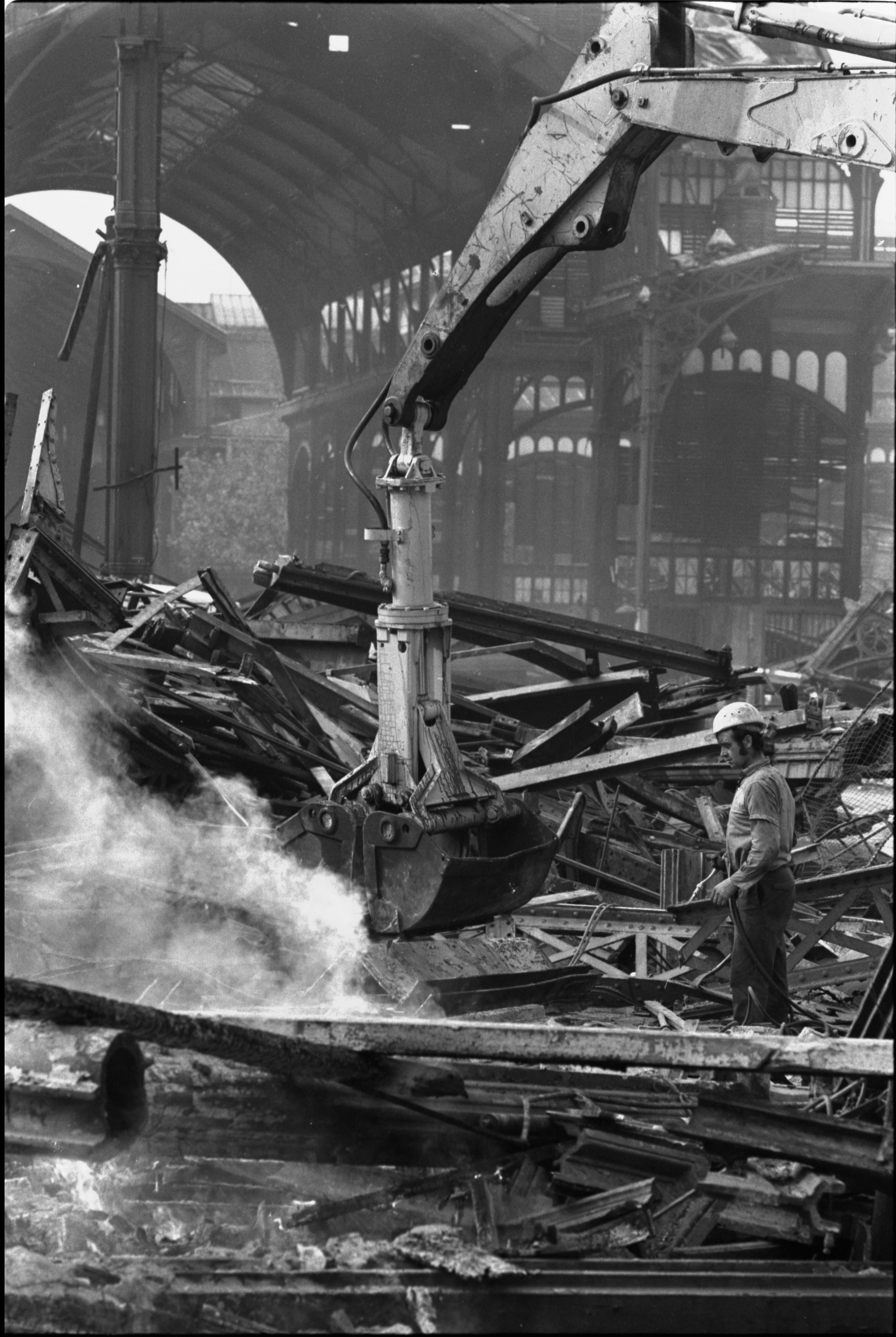
Abriss der Pavillons 1971

1970 wurde eine Zone d'aménagement concerté eingerichtet. Sie erstreckte sich über den Bereich der Hallen und das Beaubourg-Plateau. Es wurde beschlossen, das zukünftige Quartier de l‘Horloge zu entwickeln. 1971 wurden die ersten sechs Pavillons östlich der Rue Baltard abgerissen, um den Bau des RER-Bahnhofs und des Forums zu ermöglichen. 1973 wurden die Pavillons de la Viande, die südlichen Häuserblocks der Hallen und die Îlots Beaubourg abgerissen. Zwei dieser Pavillons blieben erhalten: Nr. 8, der den Eier- und Geflügelmarkt beherbergte, wurde abgebaut und in Nogent-sur-Marne wieder aufgebaut, um dort eine Veranstaltungshalle mit dem Namen „Pavillon Baltard“ zu beherbergen, und ein zweiter im Harbor View Park der Stadt Yokohama in Japan, der nur den oberen Teil der ursprünglichen gusseisernen Struktur übernahm. Die Materialien der anderen Pavillons wurden zum Schrottpreis verkauft.
Nach der Zerstörung der Hallen blieb das „Loch“ Les Halles mehrere Jahre bestehen, während mehrere Gestaltungsprojekte erfolglos blieben. Im Sommer 1973 wurde dort der Film Touche pas à la femme blanche! von Marco Ferreri gedreht, auch in Roman Polanskis Der Mieter ist es zu sehen.

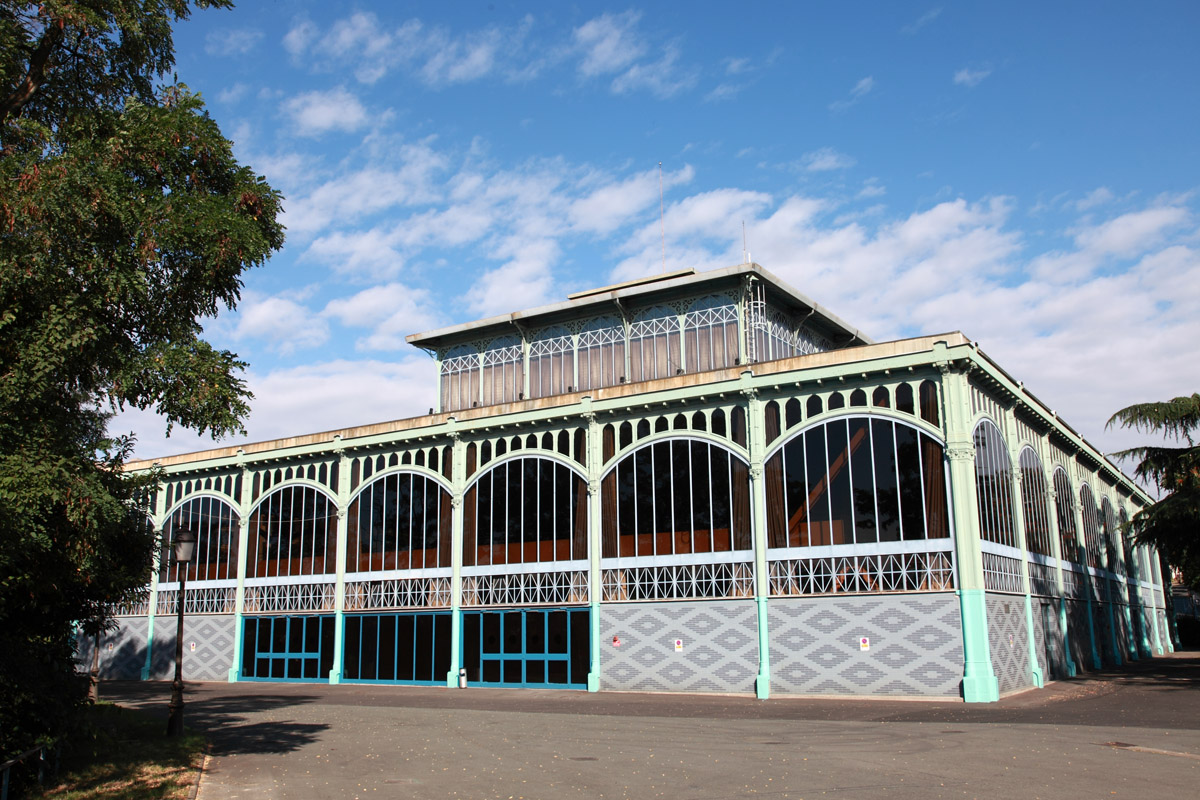
Der Pavillon Baltard Nr. 8 in Nogent-sur-Marne.
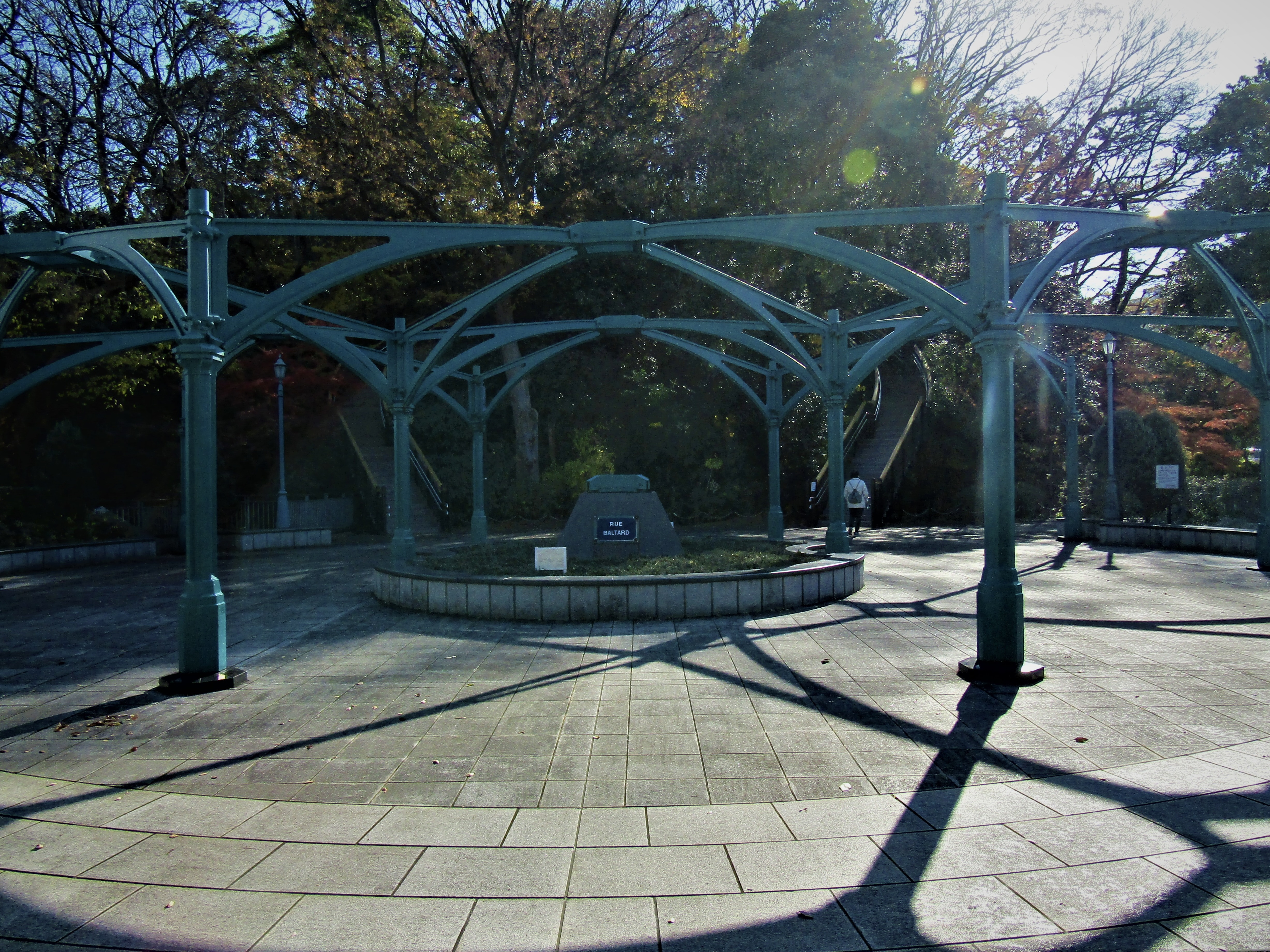
Die obere gusseiserne Struktur der zweiten erhaltenen Halle im Harbour View Park in Yokohama.

## Nach den Pavillons: Forum, Garten und S-Bahn-Station.
1974 beschloss Valéry Giscard d’Estaing nach seiner Wahl zum Präsidenten der Republik, das ursprünglich geplante internationale Handelszentrum aufzugeben und an seiner Stelle einen Garten anzulegen. Die Abrissarbeiten, wie der Abriss der Rue de la Réale, wurden fortgesetzt.
1975 wurde der von den Pariser Bürgern gewählte Entwurf verworfen und zunächst der des spanischen Architekten Ricardo Bofill und später der von Jean Willerval favorisiert. 1978 machte die Gruppe ARPA (Architecture Participative) einen städtebaulichen Entwurf mit den Associations de Paris, Champeaux, Copras, CIAH.
1979 schlug das Projekt „Le Forum“ von dem Architekten Claude Vasconi ein Einkaufszentrum vor. Zunächst wurde ein Wettbewerb für die Gestaltung des Lescot-Teils direkt über dem RER-Bahnhof ausgeschrieben. Das Team aus den Architekten Georges Pencreac'h und Claude Vasconi gewann mit seinem Vorschlag, die Einweihung erfolgte 1979. Unter den nicht berücksichtigten Projekten waren das von Albert Laprade (zwei hohe Türme, Geschäfte, Gärten, Wohnungen und eine Tiefgarage mit 20.000 Plätzen) und das von Jean Faugeron (mehrere spindelförmige Türme, wobei die höchsten 200 Meter erreichen sollten). Ricardo Bofill gewann die Ausschreibung für den oberirdischen Teil, und sein Projekt wurde bis zur Errichtung des Rohbaus mit zwei Stockwerken vorangetrieben, bevor der Bürgermeister von Paris (Jacques Chirac) beschloss, alles abzureißen und stattdessen den Architekten Jean Willerval mit seinen „Regenschirmen“, die 1983 eingeweiht wurden, zu beauftragen. Das Ergebnis wurde allerdings nicht als Erfolg wahrgenommen.

« … cette architecture de ‹ girolles › ou de ‹ parapluies ›, dont l’inspiration provenait des pavillons de Baltard, dut en définitive accueillir un programme important d’équipements publics. […] Alors que ‹ les études de structure étaient déjà très avancées quand le programme définitif des équipements sociaux a été mis au point ›, ce bourrage de la structure par des activités pour lesquelles elle n’était pas a priori conçue s’est montrée défavorable aussi bien vis-à-vis de l’expression architecturale que du bon fonctionnement des équipements en question. »

Am 7. Dezember 1977 wurde die RER-Station eingeweiht und die Station Les Halles der Linie 4 für eine bessere Verbindung verlegt.
Das Forum de commerce et de loisirs wurde am 4. September 1979 eingeweiht. Zwei Hotels, Wohnungen und Büros wurden 1983 errichtet. Der zweite Teil des unterirdischen Forums (Architekt: Paul Chemetov) wurde 1985 eröffnet. Die Gärten wurden 1986 von Louis Arretche angelegt und der Parc océanique Cousteau im Juli 1989 eingeweiht.

## 21. Jahrhundert
- 2004: Ein Architekturwettbewerb wurde von der Stadtverwaltung für eine vollständige Renovierung des Viertels ausgeschrieben. Vier Architektenteams werden ausgewählt: Jean Nouvel, MVRDV/Winy Maas, OMA/Rem Koolhaas und David Mangin. Am 15. Dezember gab der Bürgermeister von Paris, Bertrand Delanoë, die Wahl der Ausschreibungskommission für die Neugestaltung der Pariser Markthallen bekannt. Der Entwurf des französischen Architekten und Stadtplaners David Mangin gewann die Wahl, das in dieser Form jedoch nicht umgesetzt wird. Seine Aufgabe ist es, die Umsetzung des Projekts zu koordinieren, von dem er einen Teil realisieren wird. Die Bedingungen, die zu dieser Wahl geführt haben, lösten bei vielen Beobachtern der Pariser Stadtplanung eine erhebliche Polemik aus. Es wurde ein internationaler Wettbewerb ausgeschrieben, um das endgültige Projekt zu bestimmen.
- 2007: Im Juli erhielten die französischen Architekten Patrick Berger und Jacques Anziutti den Zuschlag für den Entwurf des zukünftigen Carreau des Halles mit der Canopée, einer symbolischen Erhöhung des heutigen Forum des Halles.[33]
- 2010: Im April begannen die Arbeiten zur Neugestaltung von Les Halles, die per Präfekturerlass (Arrêté préfectoral no 2010-189-3 vom 8. Juli 2010) als gemeinnützig anerkannt wurden[34] und die Neugestaltung der öffentlichen Flächen an der Oberfläche, den Bau der Canopée, den neuen Garten, die Neugestaltung der unterirdischen Straßen und die Neugestaltung des Bahnhofs Châtelet-Les-Halles mit dem Forum und ihren Zugängen umfassen,[35] darunter insbesondere die Asbest- und Bleisanierung der alten Hallen für einen Betrag von mehr als 1 Million Euro vor Steuern.[36][37][38]
- 2011: Am 10. Mai begann die Asbestentsorgung im Inneren der Willerval-Pavillons.[39] Ab dem 17. Mai wurde ein Teil der Rue des Halles für den Autoverkehr gesperrt.

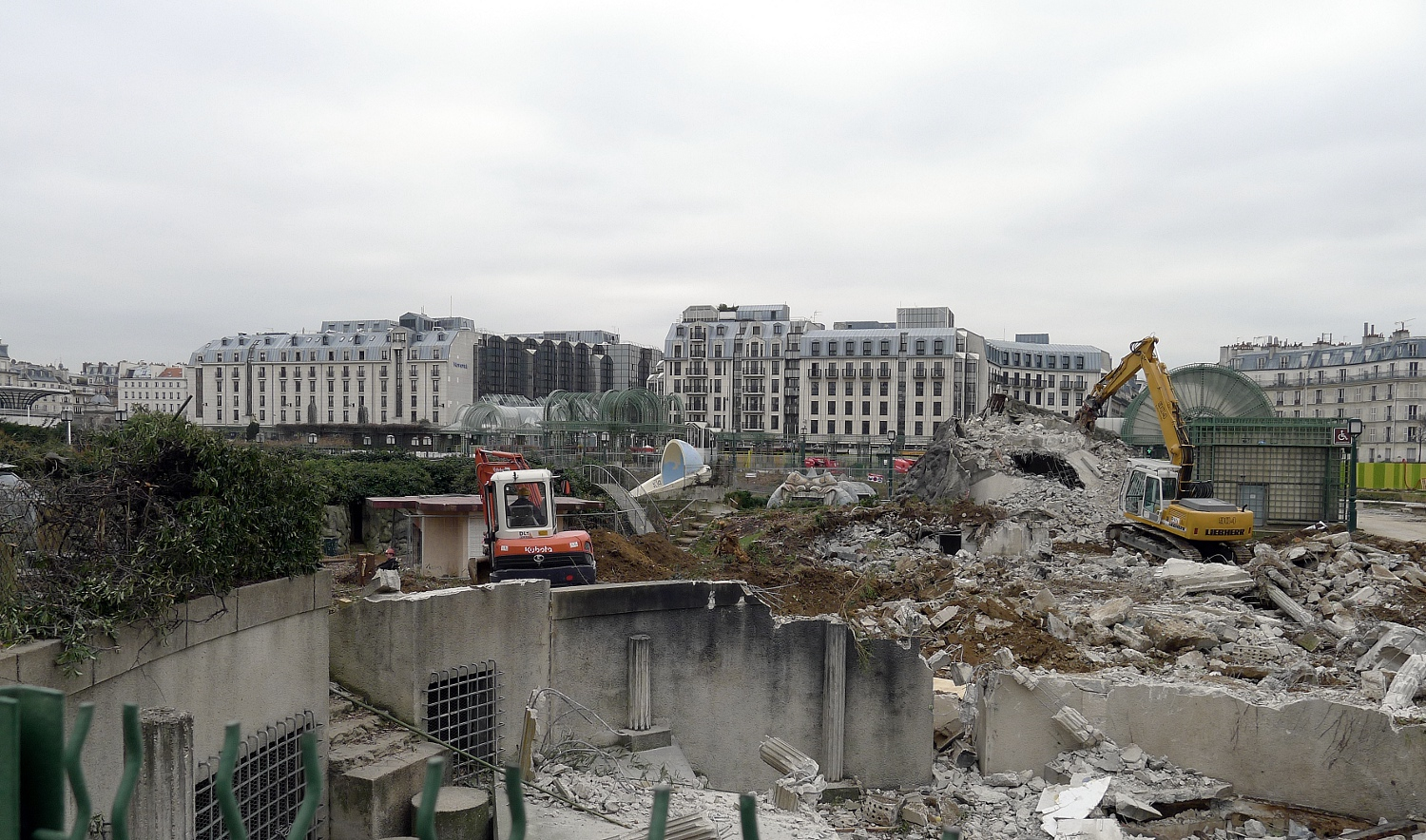
Stand der Renovierung im Februar 2011

- 2016: Einweihung der Canopée

## „Vom Bauch zum Herz“
Der Bauch von Paris, den Zola in den Tagen der Großmärkte beschwor, hat sich zu einem der Hauptgeschäftszentren der Hauptstadt entwickelt, nahe dem geografischen Zentrum der Stadt und an der Kreuzung der wichtigsten Verkehrswege Verkehrsnetz der Region. Er enthält:
- den größte Bahnhof der Stadt, Châtelet - Les Halles, mit drei RER-Linien, fünf Metro-Linien, 15 Buslinien und 13 Noctilien-Linien, die täglich von durchschnittlich 800 000 Reisenden genutzt werden;
- das Forum, das drittgrößte Einkaufszentrum Frankreichs mit 34 Millionen Kunden jährlich im Jahr 2016 (das zweitgrößte in der Region Île-de-France nach Les Quatre Temps in La Défense), mit 26 Kinosälen.[40]
- das meistbesuchte Schwimmbad;
- eine über vier Hektar große Gartenanlage;
- ein Netz von überwiegend unterirdischen Straßen.
- drei Mediatheken der Stadt Paris, zwei Musikmediatheken (eine für Konservatorien, die andere für die Allgemeinheit) und eine auf Filme spezialisierte Mediathek

## Hallen, die in den zentralen Hallen enthalten waren oder in deren Nähe errichtet wurden

### Fischhalle
Die seit dem Mittelalter in einem Dreieck südöstlich der Kirche Saint-Eustache in der Nähe des Prangers eingerichtete Halle wurde 1822 an derselben Stelle wieder aufgebaut und 1857 in die Baltard-Pavillons Nr. 9 und Nr. 11 an der Ecke der Rue Rambuteau und der Rue Pierre Lescot verlegt.

### Käsehalle
Der südlich der Fischhalle gelegene Käsemarkt befand sich in einer 1823 an dieser Stelle errichteten Halle, die auch einen Butter- und Eiermarkt beherbergte und 1857 in den Baltard-Pavillon Nr. 12 an der Ecke der Rue Berger und Rue Pierre Lescot verlegt wurde, der sich in der Nähe seines ursprünglichen Standorts befand. Der Käsemarkt befand sich in der Nähe der Fischhalle und wurde 1857 in den Baltard-Pavillon Nr. 12 an der Ecke der Rue Berger und Rue Pierre Lescot verlegt.

### Fleischhalle
Die Fleischhalle wurde an der Stelle der alten Weizenhalle errichtet, als sie 1770 in das Gebäude verlegt wurde, in dem sich später die Handelsbörse befand. Sie wurde auf den 1818 eröffneten Marché des Prouvaires und 1860 in den Baltard-Pavillon Nr. 3 in der Rue Rambuteau südlich der Kirche Saint-Eustache verlegt. Die Fleischhalle wurde später in das Gebäude der Handelsbörse verlegt.

### Weizen- und Mehlhalle
Die alte Halle au blé war zwischen der Rue de la Tonnellerie und der Rue de la Fromagerie auf der Place des Halles angesiedelt.
Da dieser Markt zu klein geworden war, beschloss die Stadt 1762, den Markt in ein Gebäude zu verlegen, das an der Stelle des Hôtel de Soissons errichtet wurde, das die Stadt einige Jahre zuvor gekauft hatte und von dem noch die Colonne Médicis, erhalten ist.
Die von 1763 bis 1767 nach den Plänen von Nicolas Le Camus de Mézières errichtete Weizen- und Mehlhalle wurde 1770 mit einem zentralen Luftschacht eingeweiht, der 1782 von einer Holzkuppel überdacht wurde. Diese wurde 1802 durch einen Brand zerstört und durch eine neue Eisenkonstruktion ersetzt, die zunächst mit Bleifolie und später mit Glasscheiben verkleidet wurde und 1854 erneut einem Brand zum Opfer fiel. Erneut renoviert, wurde das Gebäude als Bourse de commerce zum Sitz der Handelsbörse. Die Fleischhalle wurde an der Stelle der alten Weizenhalle errichtet, die 1818 zum Kräutermarkt wurde.

### Kräuterhalle
Sie ist die Hochburg der Kräuter- und Gemüsehändler und in vielen Städten Frankreichs zu finden. Sie wurde 1818 an der Stelle der alten Fleischhalle errichtet, die ihrerseits die Stelle der alten Weizenhalle war, bevor sie 1770 in das zu diesem Zweck errichtete Gebäude verlegt wurde, das später die Pariser Handelsbörse werden sollte. Die Kräuterhalle wurde 1858 in den Baltard-Pavillons Nr. 7 und Nr. 8 (Obst und Gemüse) untergebracht.

### Tuchhalle
Die Halle aux draps war seit dem 15. Jahrhundert zwischen der Rue de la Poterie und der Rue de la Petite-Friperie südlich des Carreau des Halles angesiedelt. Sie wurde 1786 unter dem Namen „Halle aux draps et toiles“ von Jacques Molinos und Jacques-Guillaume Legrand wieder aufgebaut. Das Gebäude brannte 1855 ab.

## Markthallen, die in anderen Stadtteilen von Paris errichtet wurden

### Halle aux Gibiers
Sie wurde 1810 vom Architekten Célestin-Joseph Happe erbaut und befand sich am Quai des Grands-Augustins.

### Halle aux Cuirs
Die erste Markthalle wurde von Ludwig IX. in der Rue de la Lingerie in der Nähe der Tuchhalle im Süden des Carreau des Halles errichtet. Sie wurde in die Rue Mauconseil, an den Ort der ehemaligen Comédie italienne, verlegt und blieb dort bis 1866. Am 18. März 1866 wurde eine neue Lederhalle eingeweiht. Sie wurde auf den Nebengebäuden des ehemaligen Hospice des Cent-Filles errichtet und nahm eine Fläche von einem Hektar ein, die sich an der Stelle des heutigen Campus Censier befand und somit ein Viereck bildete, das von der Rue Censier, der Rue de la Clef, der Rue Santeuil und der Rue du Fer-à-Moulin begrenzt wurde. Neben den Büros verfügte das Gebäude über riesige Lagerräume, deren Haupteingang sich in der Rue Santeuil befand, ein 1350 Quadratmeter großer Hof bildete das Carreau der Halle; darüber waren zwei Stockwerke mit Geschäften eingerichtet; darunter dienten riesige unterirdische Gänge als Keller, in denen Öle, Essenzen, Lacke und alle für die Weißgerbung unerlässlichen Fettkörper gelagert wurden. Eine Polizeiverordnung vom 12. März 1866 legte die Funktionsweise sowie die Öffnungs-, Schließ- und Verkaufszeiten fest.
In der Nacht vom 11. auf den 12. Mai 1906 wurde sie von einem Feuer heimgesucht, das sie völlig zerstörte. Die Lederhalle wurde nicht an derselben Stelle wieder aufgebaut, da sich das Viertel, in dem sie stand, innerhalb weniger Jahre durch den Bau neuer Wohnhäuser völlig verändert hatte und die Bewohner sich nicht mit den Unannehmlichkeiten der nahe gelegenen Lederindustrie abgefunden hätten. Umso mehr, als das in der Nachbarschaft gelegene Gefängnis Sainte-Pélagie 1899 stillgelegt und abgerissen wurde, während die Bièvre, die bislang von den Abfällen der Schlachthöfe, Krankenhäuser, Abwasserkanäle und der Pelzindustrie (Gerberei und Färberei) belastet worden war, nun in diesem Teil ihres Laufs überdeckt wurde.

### Halle aux Veaux
Vor 1646 befand sich die Kälberhalle in der Rue de la Planche-Mibray, am Ende der Rue Vieille-Place-aux-Veaux. Durch ein Urteil vom 8. Februar 1646 wurde der Kälbermarkt an den Quai des Ormes verlegt. Mit Patentbriefen vom August 1772 ordnete König Ludwig XV. den Bau einer neuen Halle an. Am 28. März 1774 wurde von Nicolas Lenoir eine neue Kälberhalle gebaut. Sie befand sich zwischen der Rue de Pontoise und der Rue de Poissy im ehemaligen 12. Pariser Arrondissement, Quartier Jardin du Roi (heute das Quartier Saint-Victor im 5. Arrondissement).

### Halle aux vieux Linges
Sie wurde 1811 von Jacques Molinos erbaut und befand sich in der Rue du Temple.

### Halle aux vins
Die Halle war ein Lehen der Weinhändler, umgangssprachlich Les Pinardiers genannt. Seit 1666 befand sie sich am Quai Saint-Bernard, auf dem Gelände des heutigen Jussieu-Campus (Fakultät für Naturwissenschaften), noch im 5. Arrondissement von Paris, entlang der Seine, wo die Lastkähne ankamen. Die Fakultät wurde von 1958 bis 1972 gebaut und 1970 (Paris VII) und 1971 (Paris VI) eingeweiht. Lange Zeit wurde sie allgemein als „Fakultät für Wissenschaften der Weinhalle“ und ihr großer Turm als „Zamanski-Turm“ bezeichnet, benannt nach dem Dekan der Fakultät. Diese inoffiziellen Namen sind heute aus der Mode gekommen. Auf dem ehemaligen Gelände der Halle aux Vins befindet sich außerdem das 1987 eingeweihte Institut du monde arabe.

### Grenier de Réserve
Er wurde 1807 von Delanoy erbaut und befand sich am Boulevard Bourdon.

## Regrat des Halles
Unter Regrat versteht man den Verkauf von Lebensmitteln in kleinen Mengen und aus zweiter Hand. Im Regrat, im Abfall der Hallen, verkaufte man zumindest im 18. Jahrhundert die Lebensmittelabfälle. In seinem 1962 erschienenen Buch Les Halles de Paris des origins à 1789. Évolution matérielle, juridique et écomnomique erwähnt der Autor Jean Martineau, dass der Regrat überdauerte, weil es eine ganze Bevölkerungsschicht mit so geringem Einkommen gab, dass sie die auf den Märkten angebotenen Lebensmittel nicht zum Normalpreis kaufen konnte.
Jacques Savary des Bruslons weist in seinem 1727 veröffentlichten Dictionnaire universelle du commerce de Savary darauf hin:

„In ähnlicher Weise verkaufen die kleinen Regratières in der Halle à la Poirée, vor der Tür der großen Halle, ihre Früchte entsprechend den Jahreszeiten, wie Kirschen, Johannisbeeren, Pfirsiche, Aprikosen. […] Dazu gehören auch einige arme Menschen, die einen kleinen Handel mit Kräutern, Gemüse, Eiern, Butter und Käse betreiben, und zwar aufgrund von Briefen, die als „Lettres de Regrat“ bezeichnet werden.“

Im selben Jahrhundert drückt sich Rameau in Rameaus Neffe von Denis Diderot folgendermaßen aus, nachdem er von seinen Beschützern vertrieben worden war:

« …Vous vous en êtes allé en vous mordant les doigts ; c’est votre langue maudite qu’il fallait mordre auparavant. Pour ne vous en être pas avisé, vous voilà sur le pavé, sans le sol, et ne sachant où donner de la tête. Vous étiez nourri à bouche que veux-tu, et vous retournerez au regrat ; … »

„…Du bist weggegangen und hast dir in die Finger gebissen; es war deine verfluchte Zunge, die vorher gebissen werden musste. Weil du es nicht bemerkt hast, stehst du hier auf dem Bürgersteig, ohne Boden und weißt nicht, wohin du dich wenden sollst. Du wurdest mit dem Mund gefüttert, was willst du? und du wirst zum Regrat zurückkehren; ….“

## Filmographie
- Voici le temps des assassins, von Julien Duvivier, 1956.
- Touche pas à la femme blanche, von Marco Ferreri, 1974.
- Les Rois mages, von Bernard Campan und Didier Bourdon, 2001.
- Un idiot à Paris, von Serge Korber, 1967.
- La Route, Fernsehserie von Pierre Cardinal, 1964.